# Villanueva de Valrojo
Villanueva de Valrojo es una localidad española del municipio de Ferreras de Arriba, en la provincia de Zamora. La localidad se encuentra junto a la sierra de la Culebra.

## Geografía

### Ubicación
Se encuentra al noroeste de Zamora, en la comarca de La Carballeda, a 72 km de la ciudad de Zamora, a 50 km de Benavente y a 43 km de Puebla de Sanabria. Limita al oeste con la localidad de Villardeciervos, al norte con Val de Santa María, al este con Otero de Bodas, y al sur con Ferreras de Arriba.

### Flora
Destaca el arbolado autóctono del roble carballo, que da nombre a la comarca, así como las repoblaciones de coníferas, llevadas a cabo durante el siglo XX, de las que destaca el Pinus pinaster. En menor medida se encuentra el castaño, retamas, escobones, y brezos.
Debido a la vegetación propia de la zona la época del otoño en Villanueva de Valrojo se dedica a la recogida de setas, entre las que se encuentran los níscalos, las negrillas, las carboneras, los boletus edulis y los boletus aereus, surgidos en los pinares. En los robledales se encuentran la oronja, la chantarela, los boletos reticulatus, todas con alto valor culinario, aunque su recolección se encuentra regulada.

### Fauna
Estas tierras albergan la población de lobo ibérico más numerosas de la península ibérica y de la Europa Occidental , pero además la zona goza de gran fauna de la que se pueden destacar la presencia de cérvidos, especialmente de corzos y ciervos. La berrea de estos cérvidos en la época de celo -entre mediados de septiembre y principios de octubre- da lugar a uno de los atractivos faunísticos de la zona, producida por el sonido gutural que emiten los machos en celo. Junto a éstos, el jabalí es otro de los grandes mamíferos que comparten este extenso hábitat.

## Historia
Por Villanueva atravesaba la Vía Augusta Romana XVII que unía Astorga y Braga, y de la cual aún es perceptible su huella en el entorno de la localidad.
Posteriormente, en la Edad Media, Villanueva quedó integrado en el Reino de León, cuyos monarcas habrían acometido la repoblación de la localidad dentro del proceso repoblador llevado a cabo en el oeste zamorano.
Durante la Edad Moderna, Villanueva de Valrojo quedó integrada en la provincia de las Tierras del conde de Benavente y dentro de esta en la receptoría de Sanabria.
En todo caso, al reestructurarse las provincias y crearse las actuales en 1833, Villanueva de Valrojo, aún como municipio independiente, pasó a formar parte de la provincia de Zamora, dentro de la Región Leonesa, quedando integrada en 1834 en el partido judicial de Puebla de Sanabria.
Por otro lado, en torno a 1850 Villanueva se integró en el municipio de Ferreras de Arriba.

## Demografía
A 1 de enero de 2023, la localidad de Villanueva de Valrojo tiene una población de 123 habitantes según el INE.
| Gráfica de evolución demográfica de Villanueva de Valrojo entre 2000 y 2023     |
|                                                                                 |
| Población residente (2000-2023) según los censos de población desde el año 2000 |

## Cultura

### Antruejos
La localidad es especialmente conocida en la provincia de Zamora por su fiesta de carnaval o de "los antruejos", dado su marcado carácter tradicional y la singularidad de sus motivos de simbología pagana mezclados con el sentimiento religioso de una forma inusual.
La documentación de esta localidad en el Archivo Diocesano de Astorga no se remonta más allá de 1875, pues la iglesia sufrió un incendio en 1891, que prácticamente la destruyó. Sin embargo, la tradición del Antruejo se puede constatar por los libros de cuentas del Ayuntamiento, pues el libro más antiguo que tienen de cuentas es de 1841 y en él ya aparece la invitación del Concejo a vino el día de Antruejo, manteniéndose tal invitación hasta el día de hoy.
La indumentaria típica consiste en trajes de fuertes coloridos, floreados o arlequinados o combinados entre sí, pues se componen de chaqueta amplia o blusón y calzonas o pantalón. Las máscaras que ahora más abundan son las de papel prensado sobre las de cera y cuero, hechas todas por gente del pueblo. La parte posterior de la cabeza la cubren con pañuelos o trapos para evitar que sepan si son hombres o mujeres. Lo más característico y que les da nombre son los cencerros que llevan a la cintura y que varía en número. Portan tenazas articuladas, látigos, palos, tornaderas de madera o lo que se les ocurra.

### Arquitectura
La localidad es piedra. El esquisto pizarroso y los gneises que afloran por doquier se han convertido en casas y en fuentes, todo por mano de obra gallega durante los siglos XVIII y XIX. La gran mayoría de la arquitectura civil de Villanueva de Valrojo destaca por conservar sus características tradicionales como los amplios balcones y su construcción en piedra que se encuentra visible tanto en el exterior como en el interior de la vivienda.
Destaca la iglesia parroquial de Santa Justa, conservando de su pasado románico únicamente el cuerpo de la nave, con dos sencillas portadas abiertas al norte y sur de su tramo medio. En época posmedieval se reformó en conjunto, añadiéndole la cabecera cuadrada con dos capillas laterales, que dotan de una planta de cruz latina al templo. Aspecto posmedieval presenta la muy reformada espadaña que se alza sobre el hastial occidental, con dos troneras y remate de pronunciado piñón, y reforzada hacia el oeste.

## Imágenes
| Oficina municipal y consultorio médico |
| Oficina municipal y consultorio médico |

| Iglesia parroquial |
| Iglesia parroquial |